# ذهاب إلى سوق
السوق المستهدفة
في إدارة التسويق، يشير مصطلح إستراتيجية الذهاب إلى السوق إلى القنوات التي ستستخدمها الشركات للتواصل مع عملائها/الأعمال والعمليات التنظيمية التي تطورها (مثل تطوير منتجات عالية التقنية) لتوجيه تفاعلات العملاء من الاتصال الأولي من خلال الإنجاز.
فإستراتيجية الذهاب إلى السوق لدى الشركات هي الآلية التي بها تعرض تقديم اقتراحاتهم ذات القيمة الفريدة من نوعها إلى السوق المستهدف. ويستند هذا الاقتراح القيم إلى الخيارات التي اتخذتها الشركة للتركيز على الأسواق والاستثمار فيها والحلول التي تعتقد أنها ستتجاوب بشكل إيجابي للاهتمام المتزايد.
تتضمن عادةً إستراتيجية الذهاب إلى السوق الإجابة عن 5 أسئلة رئيسية:
- من الذي سنستهدفه بشكل نشطٍ في السوق؟
- ما قائمة منتجاتنا التي بها نستهدف العملاء؟
- ما الكمية التي نشحنها من المنتجات من أجل مختلف العملاء؟
- ما كيفية ترويج منتجاتنا للعملاء المستهدفين؟
- أين سنقوم بترويج تلك المنتجات للعملاء المستهدفين؟

تُستخدم إستراتيجية الذهاب إلى السوق في الأساس من قبل مسوقي السلع التي ليست للأسواق واسعة النطاق. ويعد استهداف المستهلك المباشر أو المسؤول الذي يتخذ قرار الشراء المحور الأساسي لهذا النوع من أساليب التسويق.